# Кондуктометрична чарунка
Кондуктометрична чарунка (рос. кондуктометрическая ячейка, англ. conductivity cell) — чарунка, спеціально зроблена для вимірювання електропровідності електролітного розчину. Це маленька посудинка, що містить 2 металічних електроди, яка заповнюється досліджуваним розчином. Для визначення питомої провідності розчину чарунка калібрується з використанням високочистого розчину KCl.